# Mansion House (Londres)
La Mansion House es la residencia oficial del Lord Mayor de la City de Londres en Londres, Reino Unido. Se utiliza para algunas de las funciones oficiales de la City de Londres, como la celebración de dos cenas anuales: un banquete por Pascua, donde el secretario de Exteriores hace un discurso que posteriormente es respondido por otro discurso del decano del cuerpo diplomático; y otro discurso a comienzos de junio, donde el canciller de la Hacienda realiza un discurso sobre el estado de la economía británica (el conocido como discurso de Mansion House). El Guildhall es otro edificio usado para importantes funciones oficiales en Londres.

## Edificio
Mansion House fue construida entre 1739 y 1752, en la entonces muy de moda arquitectura paladiana por el topógrafo y arquitecto de la City de Londres George Dance, el Viejo. La fachada, en el estilo de Andrea Palladio, con seis enormes columnas corintias, es un hito en el paisaje de la City. Las salas oficiales son suntuosas, como la extraordinaria Egyptian Hall (Salón Egipcio), de 27 metros de largo.
Escondidas del público, existen en la mansión 11 celdas (diez para hombres y una para mujeres, denominada "jaula de pájaro"), recordando que la otra función del edificio es la de un tribunal, con el alcalde como principal juez de la City durante su mandato de un año. Sylvia Pankhurst, que hizo campaña por el derecho de voto a principios del siglo XX, estuvo presa aquí.